# 新丰镇 (嘉兴市)
新丰镇為浙江省嘉兴市南湖区的一个镇，人口約4.7萬人，位於嘉兴市东端，东连平湖市。 

## 历史
新丰镇古称平林，又名新坊。据《嘉兴市志》，宋初设镇，置新坊巡检寨，元改巡检司，元至正年间，形成三里长大集镇，明宣德五年（1430年）改新丰镇，嘉靖三十三年（1554年）遭倭寇劫掠，清咸丰十年（1860年）至同治三年（1864年），集镇毁于太平天国战乱，宣统元年（1909年）设新丰区，民国十七年（1928年）设平林里委员会，翌年改为镇公所，抗日战争期间，集镇毁于战火，1949年设新丰乡，1958年9月改红旗公社，11月再改新丰公社，1984年1月复改新丰乡，9月改新丰镇，1992年净湘乡并入，1998年竹林乡并入。

## 行政区划
新丰镇辖有以下地区：
丰北社区、丰南社区、民丰村、横港村、栖凰埭村、金章村、净湘村、乌桥村、杨庄村、镇北村、竹林村和永丰村。

## 学校
- 新丰镇中心小学 （页面存档备份，存于）

## 人物
- 周掌华
- 周士涟
- 计宗型
- 周亮才
- 梅元鼎
- 梅元白
- 敖嘉熊

## 物产
- 净湘檇李
- 新丰生姜
- 高家埭五色螺
- 竹林白箬笋
- 汉塘乌背鲫鱼
- 竹林三元猪

## 外部連結
- 新丰镇政府网站
- 新丰镇中心小学简介